# Funkzugbeeinflussung
Als Funkzugbeeinflussung (abgekürzt FZB) wurde zunächst eine seit Mitte der 1970er Jahre geplante Form der Linienzugbeeinflussung bezeichnet, bei der die Informationsübertragung über Funk und die Ortung des Zuges über Sender im Gleis, ähnlich den heutigen Balisen, erfolgen sollte.
Ende der 1990er Jahre wurde darunter die nationale Variante des European Train Control System (ETCS) verstanden. Ein einheitlicher europäischer Systemkern sollte dabei um spezifische Funktionen der Deutschen Bahn ergänzt werden, ohne die Interoperabilität zu beeinträchtigen, beispielsweise Schnittstellen zu Stellwerken und Betriebszentralen.

## Geschichte
Mitte der 1970er Jahre wurde beschlossen, eine funkbasierte Datenübertragung zwischen Strecke und Fahrzeug als Alternative zur aufwendigen Verlegung eines Linienleiters bei der Linienzugbeeinflussung zu entwickeln.
Dabei war bereits das Anfang der 1980er Jahre fertiggestellte neue Fahrzeuggerät LZB 80 auf den Anschluss des Funkgeräts sowie des Lesegerätes für die Positionsdatensender im Gleis vorbereitet.
Ende 1980er Jahre wurde überlegt, die LZB-Führung über Richtfunk im 40-GHz-Band zu ersetzen. Zur Ortung des Fahrzeuges wurden dabei eine Funklaufzeit-Messung, eine Satellitenortung, ein System mit Ortungspunkten im Gleis sowie eine Kombination dieser Varianten erwogen. Untersuchungen ließen bis dahin keinen wirtschaftlichen Betrieb einer Funk-LZB erwarten.
Mitte der 1990er Jahre wurde für hochbelastete Strecken ein durchgehendes, überlappendes Funkzellen-Systemen erwogen, während bei wenig belasteten Strecken eine Abdeckung zumindest an Weichenbereichen vorgesehen war. Anfang der 1990er Jahre begann die Arbeit an ETCS.
Mitte 1998 war geplant, in einem Pilotprojekt ab 1999 die FZB zwischen Halle/Leipzig und Ludwigsfelde zum Einsatz zu bringen. Je eine Steuerzentrale sollte dabei für die insgesamt 183,5 km umfassenden Streckenabschnitte Halle/Leipzig–Jüterbog und Jüterbog–Ludwigsfelde zum Einsatz kommen. In den Steuerzentralen sollte auf Basis übermittelter Daten kontinuierlich ein optimiertes Betriebsprogramm errechnet und daraus Anweisungen für den Triebfahrzeugführer generiert werden. Bei Abweichungen von diesen Vorgaben sollte der betroffene Zug automatisch angehalten werden. Zehn Lokomotiven sollten für den Versuchsbetrieb umgerüstet werden. Bei erfolgreichem Einsatz sollten die Schnellfahrstrecke Köln–Rhein/Main ebenso mit FZB ausgerüstet werden wie die Neubaustrecke Erfurt–Leipzig/Halle sowie die Schnellfahrstrecke Nürnberg–Erfurt.
Ende 1998 war vorgesehen, die FZB ab Mai 1999 zwischen Halle/Leipzig und Jüterbog zum Einsatz zu bringen. Anfang 2001 war stattdessen geplant, ab Anfang April 2001 ERTMS zwischen Berlin und Leipzig einzusetzen.

## Aufbau
Bei der Funkzugbeeinflussung werden die Grundelemente der Linienzugbeeinflussung beibehalten. Auch für den Lokführer gibt es in Bedienung und Anzeigen keinen Unterschied zur Linienzugbeeinflussung.
Nur der Weg der Informationsübertragung zwischen Strecke und Fahrzeug wird geändert: Während diese bei der Linienzugbeeinflussung induktiv über eine Kopplung zwischen einem im Gleis verlegten Kabel, dem Linienleiter, und einer Antenne unter dem Fahrzeug erfolgt, arbeitet die Funkzugbeeinflussung über Richtfunkstrecken. Dabei sollten an der Strecke alle 800 m bis 2000 m in beide Richtungen abstrahlende Antennen angebracht werden.
Bei der Linienzugbeeinflussung kann zwischen den parallelen Gleisen eines Bahnhofs oder einer Strecke dadurch unterschieden werden, dass jedes Gleis eine eigene Linienleiterschleife besitzt. Außerdem werden die Kreuzungsstellen des Linienleiters zur Feinortung verwendet.
Da dies bei der Funkzugbeeinflussung nicht mehr möglich ist, müssen, ähnlich wie bei ETCS Level 2, Sender im Gleis platziert werden, die dem Fahrzeug den Standort mitteilen. Diese Sender werden ähnlich wie die heute verwendeten Eurobalisen durch ein vom Fahrzeug ausgesendetes elektromagnetisches Feld mit Energie versorgt und benötigen daher keine Stromversorgung vor Ort. Dabei sollten die Positionssender seitlich neben dem Gleis platziert werden, so dass eine eindeutige Zuordnung der Fahrtrichtung ermöglicht werden sollte.
Neben einem mit der existierenden Linienzugbeeinflussung vergleichbaren System waren auch vereinfachte Bauformen angedacht:
- Versorgung der Strecke nur abschnittsweise mit FZB.
- Erfassen der Daten dezentral am Signal mit einem Sender pro Signal statt direkt im Stellwerk.
- Verzicht auf die Kommunikationsrichtung vom Zug zur Strecke.

## Vorteile
Gegenüber der Linienzugbeeinflussung werden folgende Vorteile genannt:
- Verbesserung der Übertragungsqualität mit einer Bitfehlerrate von 10−6.
- Zuverlässigere und schnellere Aufnahme in die Funkzugbeeinflussung durch viele Ortungspunkte, während bei der LZB die Aufnahme nur an Schleifengrenzen erfolgen kann.
- Unempfindlichkeit gegenüber mechanischen Einflüssen, während der Linienleiter leicht beschädigt werden kann.
- Keine Behinderungen bei Oberbauarbeiten durch den Linienleiter.

Darüber hinaus sollte ein mit der FZB ein optimiertes Bremsmodell eingeführt werden. Dieses wurde zur maßgebenden Grundlage für die heutigen ETCS-Bremskurven.